# Demokracja uczestnicząca
Demokracja uczestnicząca, również demokracja partycypacyjna – proces kolektywnego podejmowania decyzji zgodnie z zasadami partycypacji obywatelskiej, z wykorzystaniem kombinacji elementów demokracji bezpośredniej i przedstawicielskiej. Stosowana m.in. w samorządach terytorialnych i pracowniczych.

## Geneza
Genezy i pierwowzorów partycypacji jednostek w podejmowaniu decyzji dotyczących wspólnoty, której są częścią, można się doszukiwać w ateńskiej demokracji, średniowiecznych gildiach, samorządach miejskich Stanów Zjednoczonych z okresu Rewolucji Amerykańskiej, Komunie Paryskiej, ideach anarchizmu (wolnościowy municypalizm, Murray Bookchin), rewolcie roku 1968, ruchach narodowowyzwoleńczych.

## Zasady
Partycypacja obywatelska (współpraca władzy wykonawczej z grupami obywateli, organizacjami mieszkańców itp.) może być realizowana na różnych poziomach i w różnym czasie (stale lub doraźnie), zależnie od rodzaju rozwiązywanego problemu (np. przebieg lokalnej drogi lub zmiany konstytucji; zob np. referenda w Polsce).

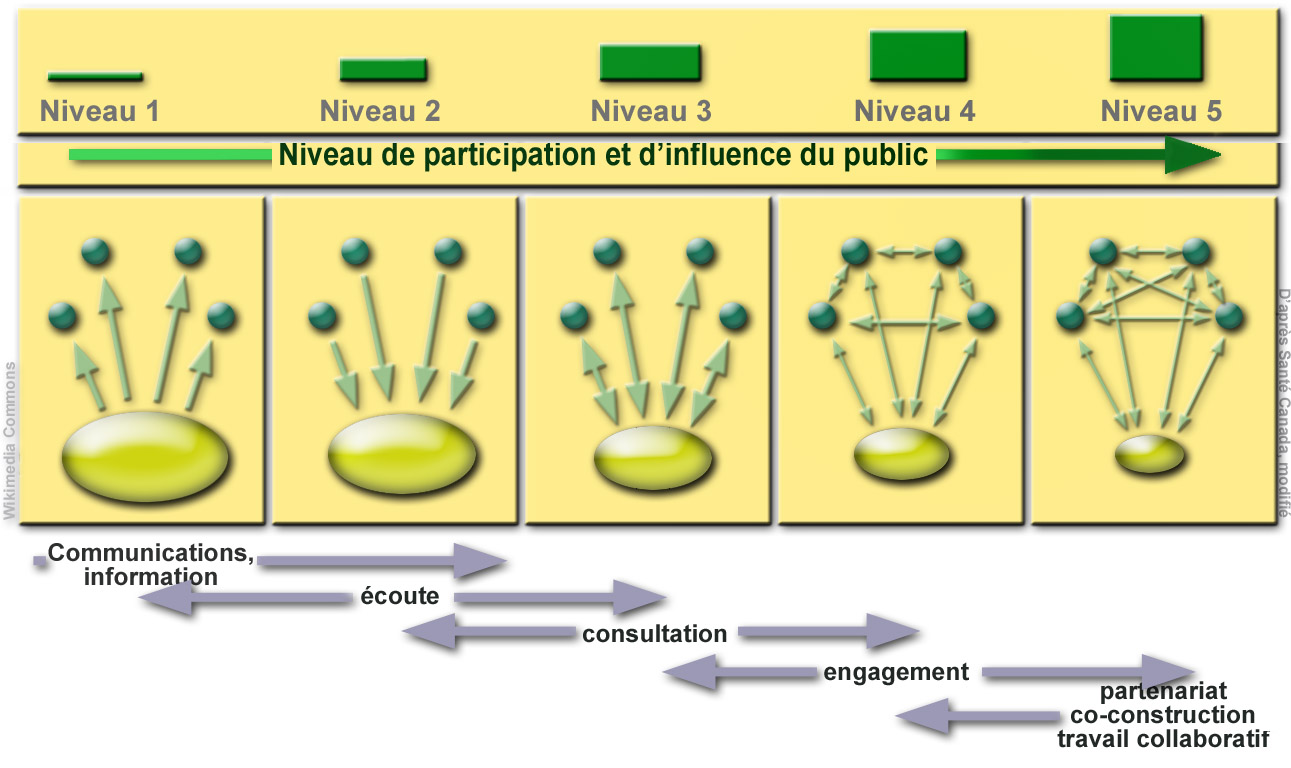
Graficzna ilustracja zasady demokracji uczestniczącej – przykład dotyczący zarządzania miejscami potencjalnie zanieczyszczonymi substancjami radioaktywnymi; źródło: Guide méthodologique; Gestion des sites potentiellement pollués par des substances radioactives, 2011 (Institut de radioprotection et de sûreté nucléaire IRSN).

Wszyscy obywatele mają m.in. prawo decydowania o budżecie, inwestycjach, lokalnych podatkach i podziale administracyjnym. Dyskusje i głosowania odbywają się podczas otwartych zgromadzeń w gminach, dzielnicach i miastach. Delegaci i radni mogą być w każdej chwili odwołani z pełnionej funkcji przez specjalnie zwołane zgromadzenie mieszkańców ich okręgu. Kadencje ograniczone są zwykle do jednego roku. Administracja, radni, burmistrz, stają się egzekutywą realizującą instrukcje od lokalnej społeczności. Większość istniejących obecnie form demokracji uczestniczącej współistnieje ze strukturami państwa i samorządu lokalnego.

## Przykłady
Demokracja uczestnicząca realizuje się zwykle poprzez budżet partycypacyjny, który po raz pierwszy został wprowadzony w mieście Porto Alegre (płd.-wsch. Brazylia, stolica stanu Rio Grande do Sul) w roku 1990, przez Partię Pracowników. Budżet partycypacyjny oznacza oddolny proces definiowania priorytetów budżetowych i wskazywanie przez obywateli, które inwestycje i projekty należy realizować w ich miejscowości. Podczas tworzenia budżetu partycypacyjnego, uwzględniany jest poziom ważności przyznany danej sprawie przez mieszkańców, lista braków w infrastrukturze zgłoszona przez zgromadzenie oraz liczba mieszkańców danej dzielnicy. Wyniki głosowań i negocjacji są sumowane i opracowywane przez Radę Budżetu Partycypacyjnego, we współpracy z Gabinetem Planowania Miasta. Budżet partycypacyjny (port. Orcamento Participativo) w Porto Alegre zaowocował demokratyzacją struktury szkół publicznych. Dyrektorzy i wicedyrektorzy wybierani są na trzyletnią kadencję przez wszystkich dydaktycznych i niedydaktycznych pracowników danej szkoły oraz uczniów, którzy ukończyli 10 lat. Praca dyrekcji jest kontrolowana przez Radę Szkolną, składającą się z przedstawicieli wszystkich pracowników szkoły, uczniów i rodziców.
Mieszkańcy uzyskują wpływ na zatrudnianie urzędników, poprzez Komisje Trójstronne. W ich skład wchodzą przedstawiciele zgromadzeń mieszkańców, przedstawiciele związku zawodowego pracowników administracji i przedstawiciele zarządu gminy.
Prywatni inwestorzy muszą uzyskiwać zgodę mieszkańców i spełniać postawione przez nich warunki, od których uzależnili pozwolenie na budowę sklepu wielkoprzemysłowego, stacji benzynowej itp. Funkcjonowaniu demokracji uczestniczącej towarzyszy wzrost liczby organizacji pozarządowych. Wybory samorządowe w Brazylii jesienią 2004 roku wykazały, że społeczne poparcie dla demokracji uczestniczącej nie musi oznaczać poparcia dla partii, która była politycznym gwarantem tej formy demokracji.
Budżet partycypacyjny wprowadzono w ponad 100 większych i mniejszych miastach Brazylii (Porto Alegre, Belo Horizonte, Recife i in.). Największym terytorium, gdzie wprowadzono budżet partycypacyjny, był dotychczas stan Rio Grande do Sul w pd.-wsch. Brazylii. Podobne inicjatywy pojawiły się w niektórych miastach Kanady (Guelph, Konfederacja Mieszkań Socjalnych Toronto), Francji (Saint-Denis), Kolumbii (Tarso, Cauca), Peru (Villa el Salvador), Włoch (Spezzano Albanese) oraz Indii (stan Kerala i Zachodni Bengal). Inicjatorami były najczęściej organizacje sąsiedzkie, związki zawodowe, partie socjalistyczne, komunistyczne i grupy anarchistyczne. Zbliżony charakter mają zgromadzenia sąsiedzkie w miastach Argentyny (Buenos Aires, Rosario), powstałe w wyniku rewolty ulicznej w grudniu 2001 roku. Pozostające one w ciągłej opozycji do struktur państwa. Zasadami demokracji uczestniczącej kierują się także zapatystowskie gminy autonomiczne w stanie Chiapas (pd. Meksyk), powstałe w rezultacie zbrojnego powstania chłopskiego pod przywództwem partyzantki EZLN.
Metody demokracji uczestniczącej były stosowane w projektowaniu architektury masowej (Lucien Kroll, Ralph Erskin, anarchitektura, planowanie rzecznicze) od końca lat 60. XX wieku w Europie Zachodniej. Innym przykładem zastosowania demokracji uczestniczącej jest istniejące od lat 70. XX w. Wolne Miasto Christiania w Kopenhadze, jednakże rząd duński od kilku lat zmierza do jej likwidacji.
Samorządy spółdzielni Mondragon w Kraju Basków są przykładem zastosowania demokracji uczestniczącej w miejscu pracy.
W XX wieku istniało wiele prób stworzenia demokracji uczestniczącej poprzez samorząd pracowniczy, np. w Jugosławii gdzie stworzono unikatowy ustrój gospodarczy oparty na radach pracowniczych, które podejmowały decyzję co do wielkości produkcji oraz wyboru kierownictwa przedsiębiorstwa.